# ケベック党
ケベック党（フランス語: Parti Québécois）は、カナダ・ケベック州の社会民主主義政党。ケベック州の分離独立を目指している。現在の党首は、ポール・サン＝ピエール・プラモンドン。

## 歴史
1968年10月にルネ・レヴェックらによって設立された。政権を担当していた1977年にフランス語憲章を定めた。
1980年に分離独立の是非を問う住民投票を行ったが賛成40.4％、反対59.6％で否決された。さらに1995年にも再度、住民投票を実施したが、賛成49.4％、反対50.6％で否決された。
2001年、ルシエン・ブシャールが辞任、ベルナール・ランドリーが党首となった。2003年の選挙でケベック自由党に敗れて政権を失った。
2005年にアンドレ・ボワクレールが党首となったが、2007年3月26日の選挙で第3党に転落すると、5月に辞任を表明、6月にポリーヌ・マロワが党首に就任した。
2008年12月8日の選挙では、51議席を獲得し、野党第1党に復帰した
2012年9月4日に行われた州議会選挙では、125議席中54議席を獲得し、9年ぶりに第1党となり、マロワ党首はケベック州史上初の女性首相に就任することとなった。
2014年4月7日の州議会選挙では125議席中30議席となり、70議席を獲得した自由党に大敗し、政権与党の座から退いた。大敗の責任を取りマロワは6月をもって党首を辞任することを発表した。
2015年5月の党首選挙でピエール・カール・ペラドーが党首として選出された。
2020年10月に行われた党首選ではポール・サン＝ピエール・プラモンドンが選出された。

### 公式政党の地位喪失
2022年の州議会選挙で、ケベック党は過去最悪の結果を記録し、わずか3議席の獲得にとどまり、公式政党の地位を失った。党首ポール・サン＝ピエール・プラモンドンは自身の議席を確保したものの、ケベック党は全体で4位となり、得票率も過去最低の14%に落ち込んだ。多くの有権者がケベック未来連合（CAQ）や他のケベック主義政党に支持を移したことで、ケベック党の存在意義や今後の存続にさらに疑問が投げかけられることとなった。
ケベック州議会への立ち入り禁止

### 州議会入場制限
2022年12月1日、ケベック党で新たに当選した3名の議員は、1867年憲法法に基づくカナダ国王への忠誠宣誓を拒否したことにより、ケベック州議会への立ち入りを禁止された。これを受けて、2022年12月9日、ケベック未来連合はこの宣誓義務を廃止する法案を可決し、ケベック党議員らは2023年初頭に議会へ入ることが可能となったが、この法的正当性には疑問が投げかけられている。
その後ケベック党は徐々に指示を取り戻しているが、2025年からの第2次トランプ政権による「米加貿易戦争」の様相に影響を受けたものとして捉えられている。